# Hans Maier
Johann Adolf Friedrich "Hans" Maier (født 13. juni 1909 i Mannheim, død 6. marts 1943 i Tunesien) var en tysk roer og olympisk guldvinder.
Maier stillede op for MRV Amicitia i Mannheim og blev tysk mester i otter 1928-1931 og i firer uden styrmand 1929-1931. Han var med i den tyske otter ved OL 1928 i Amsterdam, hvor tyskerne nåede kvartfinalen, hvor de blev besejret af den britiske båd, der senere vandt sølv.
Ved OL 1932 i Los Angeles stillede han op i firer uden styrmand sammen med Karl Aletter, Ernst Gaber og Walter Flinsch. Kun fem både stillede op, og tyskerne blev sidst i det indledende heat, men vandt derpå opsamlingsheatet. I finalen var Storbritannien overlegne og vandt sikkert, mens kampen om andenpladsen blev et tæt løb mellem tyskerne og italienerne. Ved mål var tyskerne akkurat et sekund bedre end italienerne og sikrede sig dermed sølvmedaljerne.
Maier var igen med til for Amicitia at blive tysk mester i firer uden styrmand i 1933 samt i 1936, denne gang i firer med styrmand. Amicitia-båden (med et par roere fra Ludwigshafen) deltog derpå i OL 1936 i Berlin og vandt sit indledende heat i ny olympisk rekordtid. I finalen vandt de ligeledes sikkert, efter at den schweiziske båd havde ført første halvdel af løbet; Schweiz fik sølv og Frankrig bronze. Den tyske båds øvrige besætning var Walter Volle, Ernst Gaber, Paul Söllner og styrmand Fritz Bauer.
Under 2. verdenskrig gjorde Maier tjeneste i den tyske Wehrmacht og blev dræbt i 1943 i Tunesien under forsvaret af Mareth-linjen, 33 år gammel.

## OL-medaljer
- 1936:  Guld i firer med styrmand
- 1932:  Sølv i firer uden styrmand